# Lee Wan-koo
Pour les articles homonymes, voir Lee.
Dans ce nom coréen, le nom de famille, Lee, précède le nom personnel Wan-koo.
Lee Wan-koo (en hangeul : 이완구 ; hanja : 李完九 ; RR : I Wangu), né le 2 juin 1950 dans le district de Hongseong (Corée du Sud) et mort le 14 octobre 2021 à Séoul (Corée du Sud), est un homme d'État sud-coréen, Premier ministre entre le 17 février 2015 et le 27 avril 2015.